# Премія Ганса і Софі Шолль
Премія Ганса і Софі Шолль (Geschwister-Scholl-Preis) — літературна премія, яка щорічно присуджується баварським відділенням Товариства німецьких книгарів і містом Мюнхен. Щороку вшановують книгу, яка «показує інтелектуальну незалежність і підтримує громадянську свободу, моральну, інтелектуальну та естетичну мужність і яка дає важливий імпульс сучасному усвідомленню відповідальності».
Премія названа на честь Софі та Ганса Шоллів, яких спільно називають Geschwister Scholl («брат і сестра Шоллі»). Преміальний фонд становить 10 000 євро і церемонія проходить в Університеті Людвіга-Максиміліана в Мюнхені .

## Лауреати
- 1980: Рольф Гохгут: Кохання в Німеччині
- 1981: Райнер Кунце: Про власну надію
- 1982: Франц Фюман: Падіння ангела
- 1983: Вальтер Діркс: Чи був я лівим божевільним?
- 1984: Анна Розмус: Опір і переслідування
- 1985: Юрґен Габермас: Нова складність
- 1986: Корделія Едвардсон: Обпалена дитина шукає вогонь
- 1987: Кріста Вольф: Падіння
- 1988: Ґрета Вайль: Викуп за наречену
- 1989: Гельмут Джеймс граф фон Мольтке: Листи до Фреї 1939—1945 (посмертно)
- 1990: Леа Рош / Ебергард Якель: Смерть — майстер з Німеччини
- 1991: Жорж-Артюр Ґольдшмідт: Виокремлення
- 1992: Барбара Дістель / Вольфґанґ Бенц (упор.): Буклет Дахау № 7 " Солідарність і опір
- 1993: Вольфґанґ Софскі: "Орден терору — концентраційний табір
- 1994: Геріберт Прантль: Німеччина, яку легко запалити — Розслідування проти боннської політики
- 1995: Віктор Клемперер: Я буду свідком до останнього. Щоденники 1933—1945 (посмертно)
- 1996: Ганс Дайхманн: Предмети
- 1997: Ернст Клее: Аушвіц, нацистська медицина та її жертви
- 198: Саул Фрідлендер: Третій Рейх і євреї
- 1999: Петер Ґей: « Моє німецьке питання» (вперше опублікована як « Моє німецьке питання: дорослішання в нацистському Берліні», 1998, автобіографія)
- 2000: Гелен Гольцман: Ця дитина буде жити (посмертно)
- 2001: Арно Ґрюн: Чужий у нас
- 2002: Рауль Гільберг: Джерела Голокосту
- 2003: Марк Розман: У беззахисну мить. Жінка виживає в підпіллі
- 2004: Соазіґ Аарон: Клара НІ
- 2005: Неджла Келек: Іноземна наречена
- 2006: Михаїл Себастіан: Сповнений жаху, але не відчаю (посмертно)
- 2007: Анна Політковська: Російський щоденник (посмертно)
- 2008: Давид Гроссман: Влада виправляти. Про політику і літературу
- 2009: Роберто Савіано: Протилежність смерті
- 2010: Йоахім Ґаук: Зима влітку — весна восени: Спогади
- 2011: Ляо Іву: За пісню і сто пісень. Свідчення з китайських в'язниць. (англ. For a song and one hundred songs: a poet's journey through a Chinese prison.) .
- 2012: Андреас Гюкеле / Юрґен Демерс: Як голосно я буду кричати ще довго? Школа Оденвальд і сексуальне насильство
- 2013: Отто Дов Кулька: Пейзажі мегаполісу смерті. Аушвіц і межі пам'яті та уяви. (англ. Landscapes of the metropolis of death: reflections on memory and imagination) .
- 2014: Гленн Ґрінвальд: Немає місця, щоб сховатися.
- 2015: Ахілле Мбембе: Критика чорного розуму.
- 2016: Гаранс Ле Кайн: Операція "Сезар.
- 2017: Гішам Матар: Повернення
- 2018: Ґьотц Алі: Європа проти євреїв. 1880-1945
- 2019: Ахмет Алтан: Я більше ніколи не побачу світу. Тексти з в'язниці
- 2020: Діна Найєрі: Невдячна біженка
- 2022: Андрій Курков: Щоденник вторгнення.
- 2023: Девід Ван Рейбрук: " Революція. Індонезія і виникнення сучасного світу
- 2024: Катерина Гордєєва: Візьми мій біль. Історії з війни